# Liste des catégories en boxe
Cette page présente la liste des catégories en boxe,.

## Boxe professionnelle
- inférieur à 47,627 kg (105 livres) : poids pailles
- entre 47,627 et 48,987 kg (108 livres) : poids mi-mouches
- entre 48,988 et 50,802 kg (112 livres) : poids mouches
- entre 50,802 et 52,163 kg (115 livres) : poids super-mouches
- entre 52,163 et 53,523 kg (118 livres) : poids coqs
- entre 53,523 et 55,338 kg (122 livres) : poids super-coqs
- entre 55,338 et 57,152 kg (126 livres) : poids plumes
- entre 57,152 et 58,967 kg (130 livres) : poids super-plumes
- entre 58,967 et 61,234 kg (135 livres) : poids légers
- entre 61,234 et 63,502 kg (140 livres) : poids super-légers

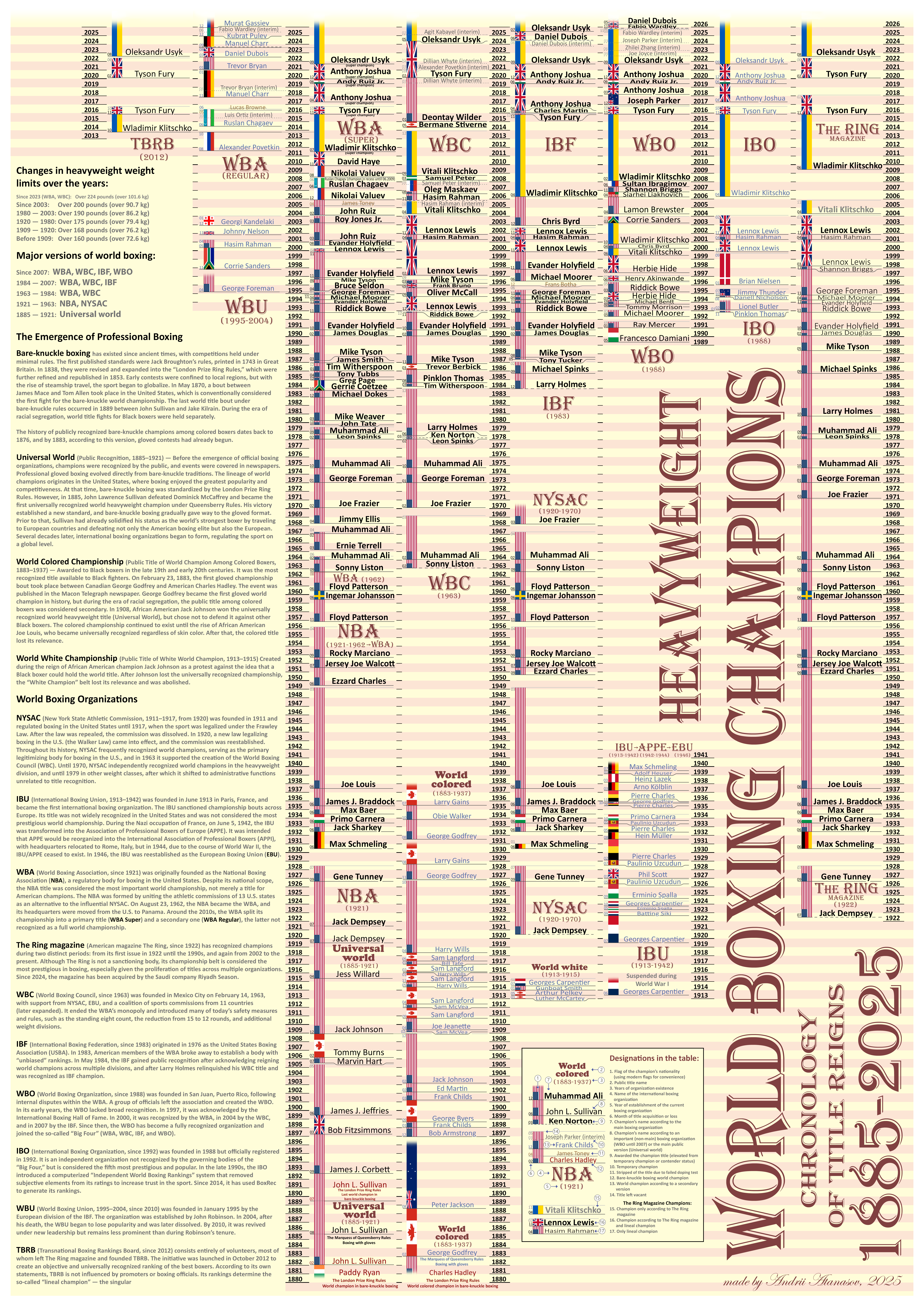
Liste des champions du monde de boxe professionnelle poids lourds.

- entre 63,502 et 66,678 kg (147 livres) : poids welters ou mi-moyens
- entre 66,678 et 69,853 kg (154 livres) : poids super-welters ou super-mi-moyens
- entre 69,853 et 72,574 kg (160 livres) : poids moyens
- entre 72,574 et 76,203 kg (168 livres) : poids super-moyens
- entre 76,203 et 79,378 kg (175 livres) : poids mi-lourds
- entre 79,378 et 90,718 kg (200 livres) : poids lourds-légers
- plus de 90,718 kg : poids lourds

## Boxe amateur

### Femmes
Seules les trois catégories en amatrices mentionnées en regard sont ouvertes aux Jeux olympiques
- moins de 48 kg : poids mi-mouches
- entre 48 et 51 kg : poids mouches (catégorie olympique)[3].
- entre 51 et 54 kg : poids coqs
- entre 54 et 57 kg : poids plumes
- entre 57 et 60 kg : poids légers (catégorie olympique)
- entre 60 et 64 kg : poids super-légers
- entre 64 et 69 kg : poids welters
- entre 69 et 75 kg : poids moyens  (catégorie olympique)
- entre 75 et 81 kg : poids mi-lourds
- plus de 81 kg : poids lourds

### Hommes
Les 10 catégories sont ouvertes aux Jeux olympiques
- moins de 49 kg : poids mi-mouches
- entre 49 et 52 kg : poids mouches
- entre 52 et 56 kg : poids coqs
- entre 56 et 60 kg : poids légers
- entre 60 et 64 kg : poids super-légers
- entre 64 et 69 kg : poids welters
- entre 69 et 75 kg : poids moyens
- entre 75 et 81 kg : poids mi-lourds-légers
- entre 81 et 91 kg : poids mi-lourds
- plus de 91 kg : poids lourds